# Лидия Мартинова
Лидия Мартинова (на македонска литературна норма: Лидија Мартинова) е юристка от Северна Македония.

## Биография
Завършва основно и средно образование в Скопие и право в Юридическия факултет на Скопския университет в 1982 година и от 1983 година започва работа като стажантка в Окръжния съд в Скопие. След полагане на правосъден изпит в 1984 година работи като сътрудник в същия съд до 1996 година. През юни 1996 година е избрана за съдийка в Основния съд Скопие I. Работи в отдела по граждански спорове на съда до април 2007 година. От април 2007 година в съответствие с реорганизацията на основните съдилища в Скопие, е назначена за съдия в Основния съд Скопие ΙΙ в отдела по гражданско производство. През юни 2009 година я беше избрана за съдия в Апелативния съд в Скопие.
С решение на Съдебния съвет на Република Северна Македония от 7 февруари 2020 година е избрана за съдийка на Върховния съд на Република Северна Македония.
На 5 септември 2016 година Съдебният съвет на Република Македония я избира за съдийка във Върховния съд на Република Македония.